# Старые Мадики
Ста́рые Ма́дики (чув. Кивĕ Матьăк) — деревня в Моргаушском районе Чувашской Республики. Входит в состав Юськасинского сельского поселения.

## География
Находится в северо-западной части Чувашии, на расстоянии приблизительно 13 км на юг-юго-запад по прямой от районного центра села Моргауши.

## История
Известна с 1795 года как выселок села Преображенское (ныне Чувашская Сорма) с 4 дворами. В 1858 году было учтено 244 жителя, в 1897—317 жителей, в 1926 — 81 двор и 399 жителей, в 1939—363 жителя, в 1979—203. В 2002 году было 63 двора, в 2010 — 54 домохозяйства. В 1930 году был образован колхоз «Пучах», в 2010 действовало ГУП "ОПХ «Ударник».

## Население
Постоянное население составляло 178 человек (чуваши 100 %) в 2002 году, 181 в 2010.